# Placa de Tonga
La placa de Tonga es una microplaca tectónica de la litósfera terrestre. Su superficie es de 0,00625 estereorradianes. Normalmente está asociada con la placa del Pacífico.
Se encuentra en el océano Pacífico occidental, y ocupa las islas de Tonga.
La placa de Tonga está en contacto con las placas de Niuafo'ou, Kermadec, australiana y pacífica. En sus límites con otras placas destaca la Fosa de las Tonga, en la costa este de las Islas Tonga.
El desplazamiento de la placa de Tonga se produce a una velocidad de 9,3 ° por millón de años en un polo de Euler situado a 28 ° 81'de latitud norte y 02 ° 26 'de longitud este (referencia: placa del Pacífico).
La placa de Tonga toma su nombre de las Islas Tonga.